# ポール・ティアニー
ポール・ティアニー（Paul Tierney、1980年12月25日 - )は、グレーター・マンチェスター・ウィガン出身のサッカー審判員。プレミアリーグを主に担当する。2014年8月30日にプレミアリーグを初担当。2018年から国際サッカー連盟 (FIFA) に国際審判員として登録されている。

## 来歴
2009年から全国審判員リストに掲載されており、230以上の試合を担当。2014年のFAヴェイス決勝では第4審を務めた。2020年のFAカップ決勝・アーセナル対チェルシーでは副審を務めている。
2019年5月27日にはウェンブリー・スタジアムで3度目の審判担当となるEFLチャンピオンシップ2018-19プレーオフ決勝・アストン・ヴィラ対ダービー・カウンティの試合を担当。
更に2021年4月25日にはEFLカップ2020-2021決勝・マンチェスター・シティ対トッテナム・ホットスパーの主審を担当。
2023年6月3日にはFAカップ2022-2023決勝・マンチェスター・シティ対マンチェスター・ユナイテッドの主審を担当した。